# V408 Большого Пса
V408 Большого Пса (лат. V408 Canis Majoris) — двойная затменная переменная звезда типа W Большой Медведицы (EW) в созвездии Большого Пса на расстоянии (вычисленном из значения параллакса) приблизительно 11 982 световых лет (около 3674 парсеков) от Солнца. Видимая звёздная величина звезды — от +17,43m до +17,38m. Орбитальный период — около 0,286 суток (6,8635 часов).